# Ácido aldónico
Un ácido aldónico es cualquier ácido perteneciente a la familia de los azúcares ácidos obtenidos por oxidación del grupo funcional aldehído de una aldosa para forma un grupo funcional carboxilo. De esta forma, su fórmula química general es HOOC-(CHOH)n-CH2OH. La oxidación del radical hidroxilo en lugar del aldehído da lugar a un ácido urónico, mientras que la oxidación de ambos radicales produce un ácido aldárico.
Los ácidos aldónicos suelen ser preparados mediante la oxidación del azúcar con bromo. Generalmente, se encuentra en su forma lactona, manteniéndose el anillo esencialmente con la misma estructura cíclica del grupo hemiacetal que presenta en el azúcar original.
Sin embargo, y a diferencia de lo que ocurre en los grupos hemiacetales, las lactonas no tienen un carbono quiral anomérico, y no pueden formar enlaces glucosídicos. Los ácidos aldónicos están disponibles en muchos sistemas biológicos, y son producto de la oxidación de aldosas de los reactivos de Benedict y Fehling. Sus lactonas son llaves intermedias en la síntesis de Kiliani-Fischer de azúcares.
La nomenclatura de los ácidos aldónicos y sus lactonas está basada en reemplazar el sufijo “-oso” por “ácido -ónico” u “-onolactona”, respectivamente. Por lo tanto, la D-glucosa puede ser oxidada al ácido D-glucónico o a la D-gluconolactona.
- Datos: Q2272566